# Souvenirs de l'Éternel présent
Souvenirs de l'éternel présent est l'un des albums de la série de bande dessinée Les Cités obscures, sur un scénario de Benoît Peeters et des dessins de François Schuiten, paru en 2009.

## Synopsis
Aimé, un enfant chauve d'une dizaine d'années, est le seul enfant vivant dans la cité en ruines de Taxandria. Il n'y a ni animaux ni plantes dans la cité. Taxandria vit dans l'éternel présent, toute allusion au présent ou au passé est interdite, et depuis un grand cataclysme qui a détruit la cité, les machines sont interdites. Toutes les femmes sont enfermées dans le Jardin des Délices, où elles se livrent à la prostitution.
Aimé trouve par hasard un livre interdit racontant le grand cataclysme ayant détruit la cité. Le président Thadeus Brentano et son épouse Irina ont mené une politique de développement incontrôlé des sciences et des techniques, qui aboutira à la création d'un deuxième soleil, une forte augmentation de la température, un incendie gigantesque suivi d'un raz de marée et d'un tremblement de terre qui a détaché Taxandria du monde. Après l'extinction du deuxième soleil et la décrue des eaux, un enfant à deux têtes, fils d'Irina, prend le pouvoir et instaure le règne de l'éternel présent.
La lecture de ce livre suscite la curiosité d'Aimé, qui interroge son maître d'école, M. Bonze, qui ne lui donne que des réponses évasives. Aimé va alors essayer de trouver par lui-même les réponses à ses questions. 
Il se rend d'abord dans le Musée où sont conservées les anciennes machines, puis au Ministère de l'Ordre et du Repos, puis au Jardin des Délices, où il a vécu autrefois et espère retrouver sa mère. Ne la trouvant pas, il se rend à la Cathédrale, "lieu des jugements et des châtiments", où il retrouve M. Bonze en mauvaise posture, interrogé par des "confesseurs" qui l'accusent d'avoir donné le livre interdit à Aimé. 
Il décide alors d'aller au Palais voir les princes qui gouvernent Taxandria. Il se rend compte que ces princes sont morts depuis longtemps. En quittant le Palais, il voit un oiseau, et décide de le suivre jusqu'à la station balnéaire de Marinum, où il n'a jamais pu aller. Il constate alors que la mer a disparu, remplacée par un paysage désolé plein de carcasses de navires.  
Le jour suivant, il part en suivant les mouettes, et parvient finalement à la mer. Emporté par une vague, il est recueilli par des pêcheurs, qui ne connaissent ni Taxandria, ni Marinum. Il constate alors que ses cheveux ont commencé à repousser, et qu'il a réussi à échapper au monde de l’Éternel Présent.   

## Autour de l’œuvre

### Élaboration
Souvenirs de l'éternel présent est issu de la collaboration de François Schuiten avec le réalisateur Raoul Servais, dans le cadre de la conception du film d'animation Taxandria. L'album a d'ailleurs comme sous-titre: "Variation sur Taxandria de Raoul Servais". Raoul Servais a en effet demandé en 1987 à François Schuiten de concevoir les décors de Taxandria. Le projet a évolué au cours des années suivantes et s'est éloigné du scénario initial, et de nombreux dessins de François Schuiten sont restés inutilisés. Ces dessins ont servi de base à la création de l'album, même s'ils ont été profondément modifiés, et que de nouvelles images ont été créées. "Ce livre est donc à bien des égards comme la mémoire d'un film fantôme, les vestiges d'un Taxandria qui ne vit jamais le jour." 

### Éditions
- Arboris (1993) : première version qualifiée d'"embryonnaire" par Benoît Peeters dans la postface de l'album de 2009, format à l'italienne, 72 planches,  (ISBN 90-344-1011-0)[3].
- Casterman (2009) : version totalement remaniée.